# Consejo de Cornualles
El Consejo de Cornualles (en córnico: Konsel Kernow), anteriormente denominado Consejo del Condado de Cornualles (Konteth Konsel Kernow) entre 1889 y 2009, es la entidad gubernamental que administra el condado no metropolitano de Cornualles, ubicado en el suroeste de Inglaterra. Desde 2009, funciona como una autoridad unitaria tras asumir las competencias de los antiguos distritos, los cuales fueron suprimidos. Este condado no metropolitano es ligeramente más pequeño que el condado ceremonial, que también incluye las Islas Sorlingas. Desde julio de 2024, el consejo no cuenta con un control político mayoritario, luego de que el Partido Conservador perdiera su mayoría.Su sede se sitúa en Lys Kernow (también conocido como New County Hall), en la ciudad de Truro.

## Historia
Los consejos de condado elegidos fueron creados en 1889 a través de la Ley de Gobierno Local de 1888, tomando el control de funciones administrativas que hasta entonces eran responsabilidad de magistrados no electos en las sesiones trimestrales. Las primeras elecciones al consejo de condado se realizaron en enero de 1889, y la entidad quedó oficialmente constituida el 1 de abril de ese mismo año, fecha en la que tuvo lugar su primera reunión formal en el Ayuntamiento de Truro. El primer presidente del consejo fue William Edgcumbe, cuarto conde de Mount Edgcumbe, un par del Partido Conservador.
Antes de 1974, el nivel inferior del gobierno local en Cornualles estaba conformado por una variedad de distritos municipales, urbanos y rurales. Con la reorganización administrativa de ese año, el condado se redistribuyó en seis distritos: Caradon, Carrick, Kerrier, North Cornwall, Penwith y Restormel.
El 1 de abril de 2009, los seis distritos fueron eliminados como parte de la reestructuración del gobierno local en Inglaterra ese año. Sus responsabilidades pasaron al consejo del condado, que adoptó el nombre de "Consejo de Cornualles" y fue convertido en una autoridad unitaria.

### Devolución
La campaña por la devolución en Cornualles se inició en el año 2000 con la creación de la Convención Constitucional de Cornualles, una coalición transversal de partidos y sectores que promovía la transferencia de competencias a nivel local.En 2009, el diputado demócrata liberal Dan Rogerson presentó en el Parlamento una propuesta legislativa para trasladar atribuciones desde Whitehall y diversas organizaciones regionales no gubernamentales al Consejo de Cornualles, con el objetivo de establecer una asamblea similar a la de Gales.En noviembre de 2010, el primer ministro David Cameron declaró a medios locales que su gobierno tenía la intención de "transferir gran parte del poder a Cornualles, en particular a su autoridad unitaria".Posteriormente, en 2011, el vice primer ministro Nick Clegg anunció una reunión con un grupo multipartidista —integrado por los seis diputados de Cornualles— para explorar la viabilidad de ampliar las competencias del consejo.
En 2015, el gobierno transfirió varios poderes al Consejo de Cornualles, incluyendo la gestión de autobuses, educación, energías renovables y la integración de servicios de salud.En noviembre de 2023, se acordó una nueva transferencia de competencias, como la educación de adultos, la preservación del carácter distintivo de Cornualles y el impulso al idioma córnico.

## Composición actual
| Reform UK (28)            |
| Demócratas Liberales (26) |
| Independientes (16)       |
| Partido Conservador (7)   |
| Partido Laborista (4)     |
| Partido Verde (3)         |
| Mebyon Kernow (3)         |

## Gobernancia
Desde 2009, el Consejo de Cornualles ha asumido responsabilidades tanto a nivel de condado como de distrito. El condado se organiza en parroquias civiles, las cuales actúan como un segundo nivel de gobierno local.

### Control político
El Consejo de Cornualles estuvo bajo control de la mayoría conservadora desde las elecciones de 2021 hasta julio de 2024. Desde entonces, no ha estado bajo ningún control general.
El control político del Consejo de Cornualles desde la implementación de las reformas de 1974 ha sido el siguiente:

#### Consejo del condado no metropolitano de dos niveles
| Control partidario   | Años      |
| -------------------- | --------- |
| Independiente        | 1974-1985 |
| Sin control general  | 1985-1993 |
| Demócratas Liberales | 1993-1997 |
| Sin control general  | 1997-2005 |
| Demócratas Liberales | 2005-2009 |

#### Autoridad unitaria
| Control partidario  | Años          |
| ------------------- | ------------- |
| Sin control general | 2009-2021     |
| Partido Conservador | 2001-2024     |
| Sin control general | 2024-presente |

### Liderazgo
Los líderes del consejo desde 2005 han sido:
| Consejal       | Partido              | Inicio                | Fin                   |
| -------------- | -------------------- | --------------------- | --------------------- |
| David Whalley  | Demócratas Liberales | Mayo de 2005          | 4 de junio de 2009    |
| Alec Robertson | Partido Conservador  | 23 de junio de 2009   | 16 de octubre de 2012 |
| Jim Curris     | Partido Conservador  | 16 de octubre de 2012 | Mayo de 2013          |
| John Pollard   | Independiente        | 21 de mayo de 2013    | Mayo de 2017          |
| Adam Paynter   | Demócratas Liberales | 23 de mayo de 2017    | 21 de mayo de 2019    |
| Julian German  | Independiente        | 21 de mayo de 2019    | Mayo de 2021          |
| Linda Taylor   | Partido Conservador  | 25 de mayo de 2021    | -                     |

## Elecciones
Desde los últimos cambios de límites en 2021, el condado se ha dividido en 87 distritos electorales, cada uno de los cuales elige a un concejal. Las elecciones se celebran cada cuatro años.

## Instalaciones

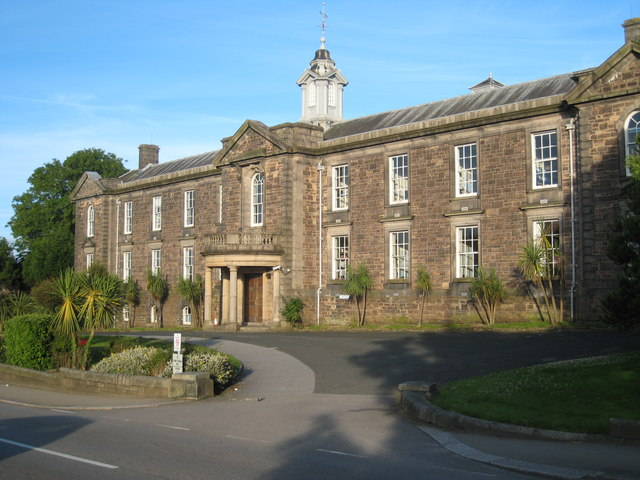
Antiguo Ayuntamiento de Truro: sede del consejo entre 1912 y 1966.

El consejo tiene su sede en Lys Kernow, también conocido como New County Hall, en Treyew Road, Truro. Fue construido específicamente para el consejo e inaugurado en 1966.
Las sesiones trimestrales que precedían al consejo del condado se reunían generalmente en el Shire Hall de Bodmin. Desde su primera reunión en 1889, el consejo del condado optó por reunirse en Truro, donde inicialmente se reunía en los Edificios Municipales (posteriormente llamados Ayuntamiento, actualmente el Ayuntamiento de Cornualles). En 1912, el consejo se trasladó a un nuevo edificio en el County Hall, en Station Road, Truro, que sirvió como sede del consejo hasta 1966.

## Servicios culturales
Entre los servicios que ofrece el consejo se encuentra una biblioteca pública, compuesta por una biblioteca principal en Truro y bibliotecas más pequeñas en pueblos y algunas aldeas de Cornualles. También existen las siguientes bibliotecas especializadas: la Biblioteca de Aprendizaje de Cornualles, la Biblioteca de Estudios de Cornualles, el Servicio de Bibliotecas de Educación y la Biblioteca de Artes Escénicas, así como un servicio de biblioteca móvil con sede en Threemilestone.

### Proyectos culturales
El Consejo de Cornualles promueve diez proyectos culturales como parte de una estrategia cultural quinquenal. Uno de ellos es el desarrollo del Teatro Nacional de Cornualles, una colaboración entre el Hall for Cornwall, el Teatro Kneehigh, el Proyecto Edén y Wildworks. El Consejo de Cornualles ha basado su idea en los exitosos Teatros Nacionales de Escocia y Gales.
Otro de los proyectos es la creación de una Biblioteca Nacional de Cornualles para solucionar las deficiencias en el almacenamiento actual de los archivos.Se espera que esto permita traer a Cornualles documentos importantes sobre la historia de Cornualles, además de facilitar el acceso público a los registros ya existentes. El Consejo de Cornualles también participa en el proyecto de construcción de un estadio para Cornualles.

### Identidad étnica y nacional de Cornualles
El Consejo de Cornualles apoya la campaña para que los córnicos sean reconocidos como minoría nacional en el Reino Unido. El entonces director ejecutivo del consejo, Kevin Lavery, escribió una carta al Gobierno en 2010: «El Consejo de Cornualles cree firmemente que el Gobierno del Reino Unido debe reconocer a los córnicos como minoría nacional en virtud de la Convención Marco». Añadió: «El Consejo de Cornualles considera que la actual interpretación restringida del Gobierno es discriminatoria contra los córnicos y contradice el apoyo que brinda a la cultura e identidad córnicas a través de sus propios departamentos».El apoyo del Consejo de Cornualles se reafirmó oficialmente como política del consejo en 2011 con la publicación del Segundo Informe sobre la Minoría Nacional de Cornualles, firmado y refrendado por los entonces líderes de todos los grupos políticos del consejo.El consejo participó activamente en la promoción de las opciones para registrar la etnia y la identidad nacional córnicas en el censo del Reino Unido de 2011.El pueblo de Cornualles fue finalmente reconocido como una minoría nacional por el gobierno británico el 24 de abril de 2014 y se incorporó a la Convención Marco Europea para la Protección de las Minorías Nacionales, otorgándole al pueblo de Cornualles el mismo estatus que a los demás pueblos celtas del Reino Unido, los escoceses, los galeses y los irlandeses.

## Miembros notables
- Dick Cole, líder de Mebyon Kernow y miembro de St Dennis y St Enoder [42]
- Loveday Jenkin, líder adjunto de Mebyon Kernow y miembro de Crowan, Sithney y Wendron